# フェラーリ・400
フェラーリ・365GT4・2+2、フェラーリ・400、フェラーリ・412はいずれも、イタリアのスポーツカーメーカー・フェラーリが生産した2+2座席グランツーリスモ。基本的に同じボディ・シャシ設計で1972年から1989年まで生産された。

## 365GT4・2+2

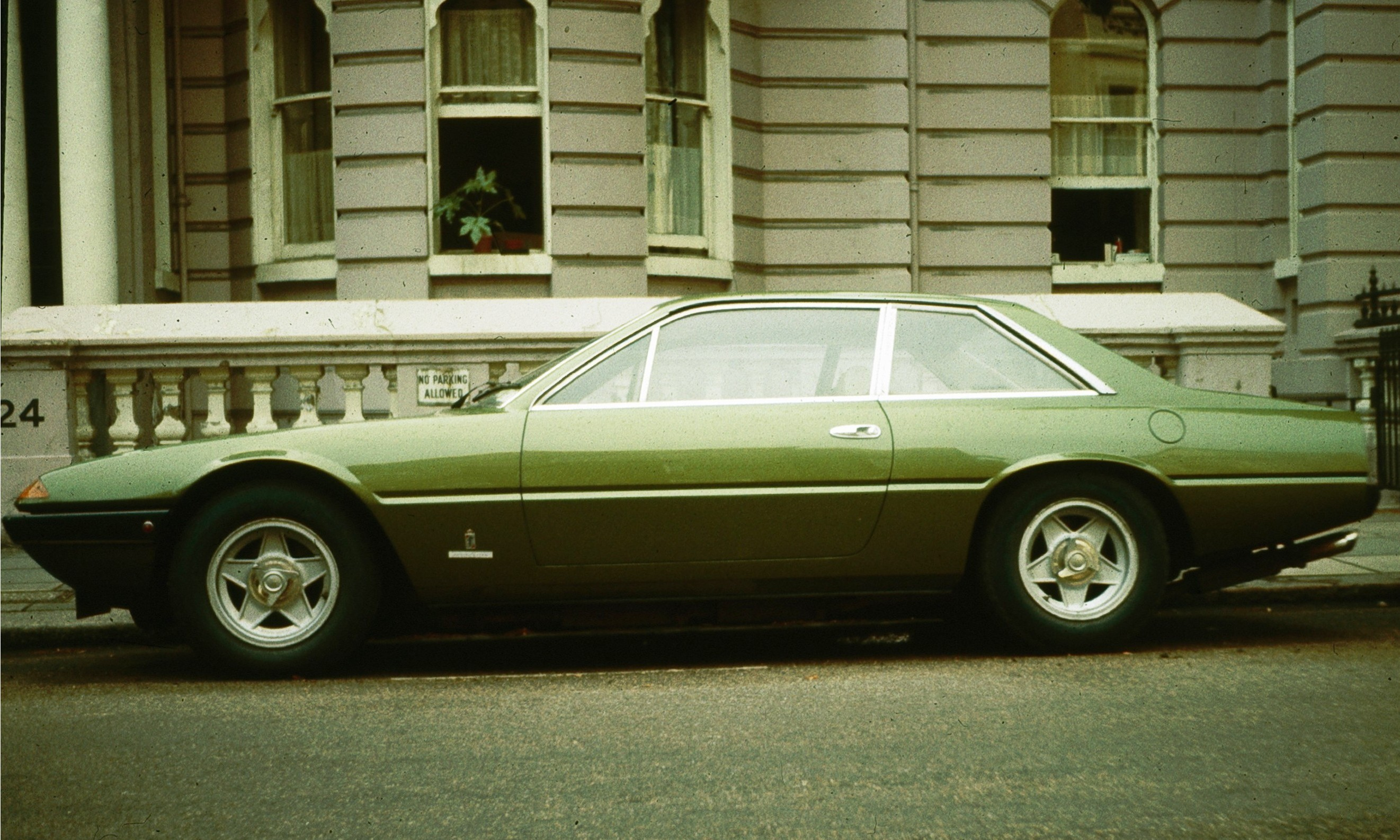
365GT4・2+2

365GTB/4（デイトナ）のシャシを用いて作られた2+2バージョンは1971年に登場した365GTC/4になるはずであったが、そのスタイリングは不評で、デイトナの影に隠れた存在になってしまい、わずか2年間に500台が生産されたに過ぎなかった。そこで365GTC/4に代わる2+2モデルとして開発されたのが365GT/4・2+2で、フェラーリの中では実用性の高い豪華なGTカーとしての役割を担う存在である。
デザインは365GTC/4と同じく、フェラーリの慣例通りピニンファリーナが担当した。ファストバックだった365GTC/4とは対照的な、一見2ドアセダンのようなスタイルであったが、クリーンでエレガントなプロポーションを持ち、結果的に非常に長い商品寿命を保つことになった。
エンジンはデイトナと同じフェラーリ伝統の60度V型12気筒で、デイトナが365BBにバトンタッチしてからはフェラーリ唯一のV12フロントエンジン搭載車となった。V型12気筒・4カムシャフト・6基のウェーバー製キャブレターによって、最高出力は340PS（デイトナは352PS）であった。

## 400GT/400オートマチック
1976年モデルより排気量が4,823ccに拡大され、1気筒あたり排気量が400ccとなったので400に名称変更された。365GT4・2+2との外観上の大きな違いは、テールランプが従来の6灯からやや大径で308と共通のイメージがある4灯になった点である。また、フェラーリとしては初めて3速AT、ゼネラルモーターズ製ターボ・ハイドラマティック400（TH400、THM400などと略されることが多い）が選択可能となり、販売台数の上でもAT仕様が多数派となった。このATはGMに限らず、同時期の大出力車で多く採用されたものである。日本にはオートマチック仕様のみ輸入された。

## 400i
1979年秋にボッシュKジェトロニック型インジェクションが装着された400iに発展した。オートマチックトランスミッションとの相性が改善され、実用域での扱いやすさが改善し、排気ガスもよりクリーンになったが、最高出力が310PSに低下した。日本にはオートマチック仕様のみ輸入された。

## 412
1985年モデルではエンジンが再度、512BBと同じ内径φ82mm×行程78mmの4,943ccまで拡大され、名称は1気筒あたりの排気量の増大に合わせて412に変更された。この排気量拡大に伴い、最高出力は400GTと同じ340PSに回復した。また、トランクスペースを嵩上げするため若干ながらボディ後端がハイデッキ化された。内装の意匠も400iから若干変更されており、より近代的な印象を受ける。また、ボッシュ製のABSがフェラーリで初めて装備された。日本にはオートマチック仕様のみ輸入された。
1989年に生産は終了し、1990年以降のカタログから消えたが、1992年に登場した全く新しい設計の456GTがその需要層を継承した。基本的に同じ設計で18年間も生きながらえたのは、エレガントなスタイリング、全面上質なレザー張りの豪華なインテリア、そしてデイトナの生産終了後フェラーリ唯一となったV型12気筒エンジンの魅力によるものであった。

## 特注/ワンオフモデル

### 4ドアモデル
アメリカの複数のコーチビルダーが4ドアモデルを製作した。

### メーラS
サウジアラビアの王子の注文を受けて、1982年に400iをもとにミケロッティで製作された特注モデル。当時同社に在籍していた日本人チーフデザイナーの内田盾男が内外装をデザインした。